# Godøya

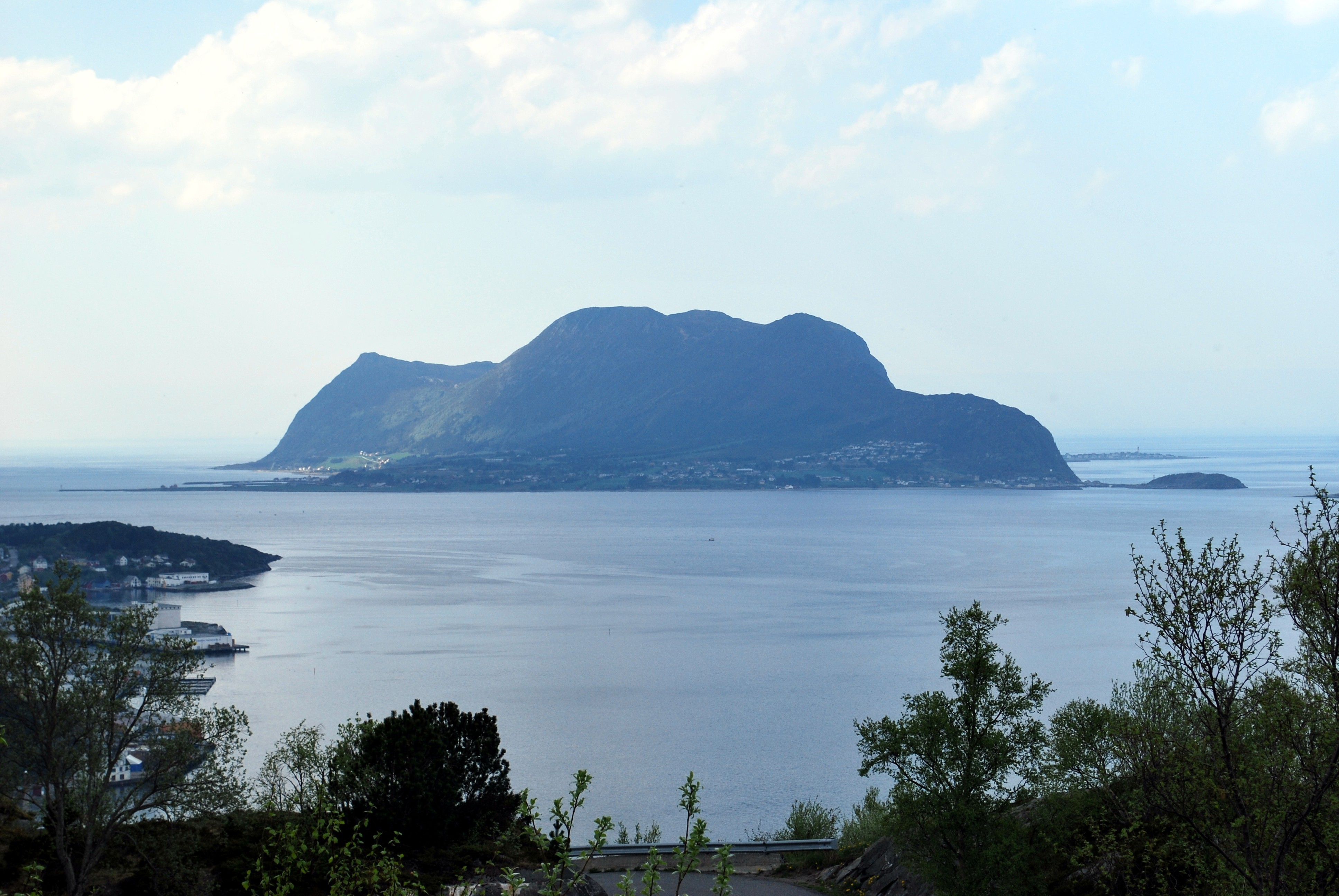
Insel Godøya

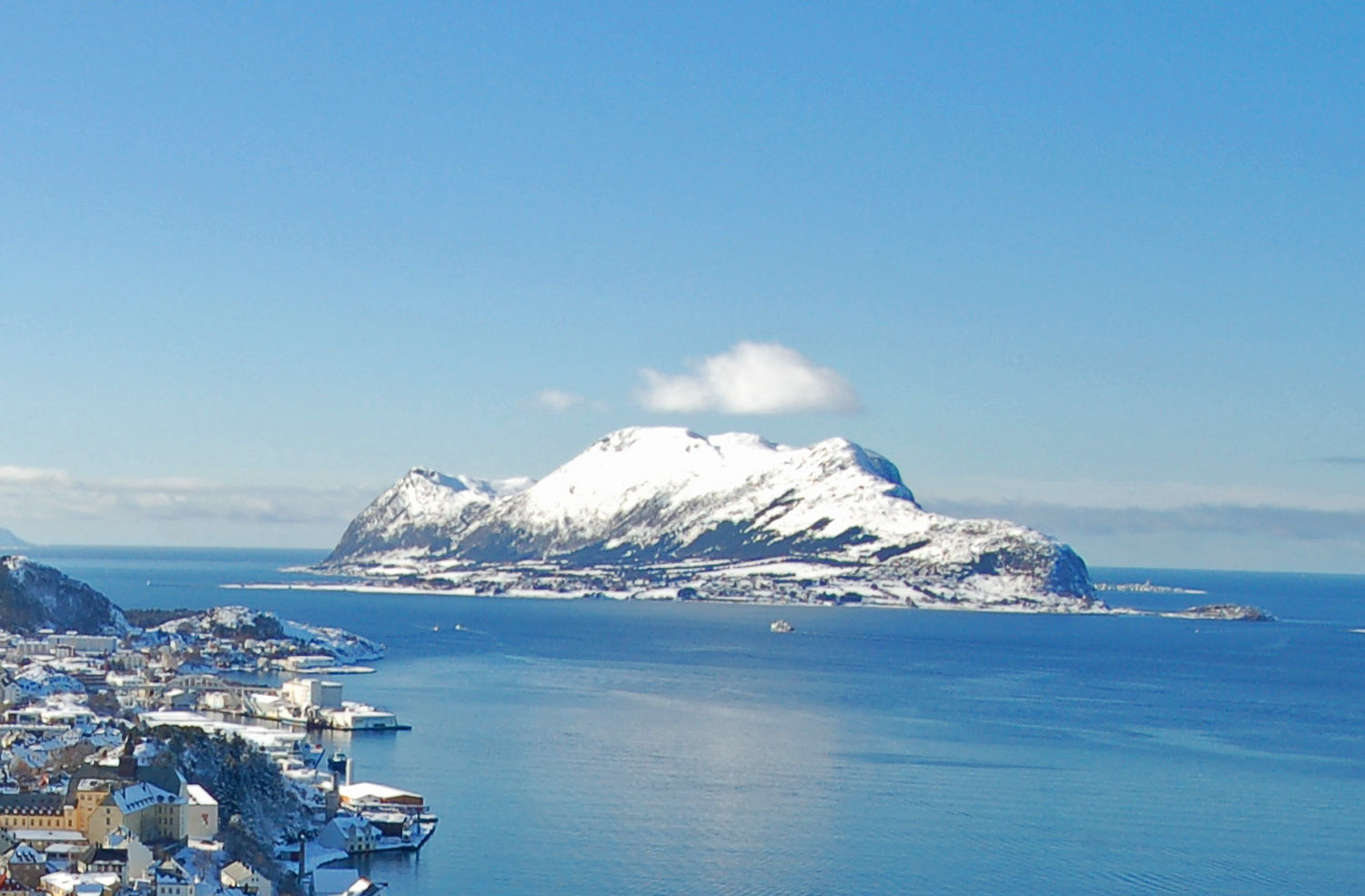
Insel Godøya im Winter

Godøya ist eine Insel in Norwegen im Fylke Møre og Romsdal.
Godøya ist die westlichste Insel der Gemeinde Giske, sie ist über den Godøytunnel mit der Insel Giske verbunden. Die Insel hat eine Fläche von 10,87 km², der Berg Storehornet ist mit 497 m der höchste Punkt. Es gibt drei Orte auf der Insel: Alnes, Godøy und Leitebakk. Die Insel hat insgesamt 1151 Einwohner (2019).
Wichtigster Wirtschaftszweig ist die Fischerei und Fischverarbeitung. Auf der Insel befindet sich der Leuchtturm Alnes, der Bautastein Hogstein und der Grabhügel Eilifsrøysa. Der 5 m hohe Grabhügel mit einem Durchmesser von 37 m stammt aus der spätrömischen Zeit von 375 bis 400 n. Chr. Im Godøytun Museum gibt es eine Ausstellung über den Grabhügel Eilifsrøysa. Die Grabkammer wurde im Jahre 1948 entdeckt und dabei fand man einen Bronzekessel, einen Goldring, ein römisches Kaisermedaillon, einen Silberbecher, einen Beinkamm sowie Pfeilspitzen aus Bein und Bärenkrallen. Zwischen den Orten Alnes und Leitebakk gibt es einen 1493 m langen Straßentunnel Namens Alnestunnelen, der im Jahre 2006 eröffnet wurde.
Südöstlich liegt die kleine Insel Havsteinen.